# Ogród słów
Ogród słów (jap. 言の葉の庭 Kotonoha no niwa) – japoński film animowany, którego reżyserem i scenarzystą jest Makoto Shinkai. Film wyprodukowało CoMix Wave Films, a dystrybutorem była wytwórnia Tōhō. W dwójkę głównych bohaterów wcielili się seiyū Miyu Irino i Kana Hanazawa. Muzykę skomponowali Daisuke Kashiwa i Tenmon, wieloletni współpracownik Shinkaiego. Piosenkę do filmu, Rain, pierwotnie skomponował i napisał Senri Oe w 1988, jednak w filmie wykonawcą jest Motohiro Hata.

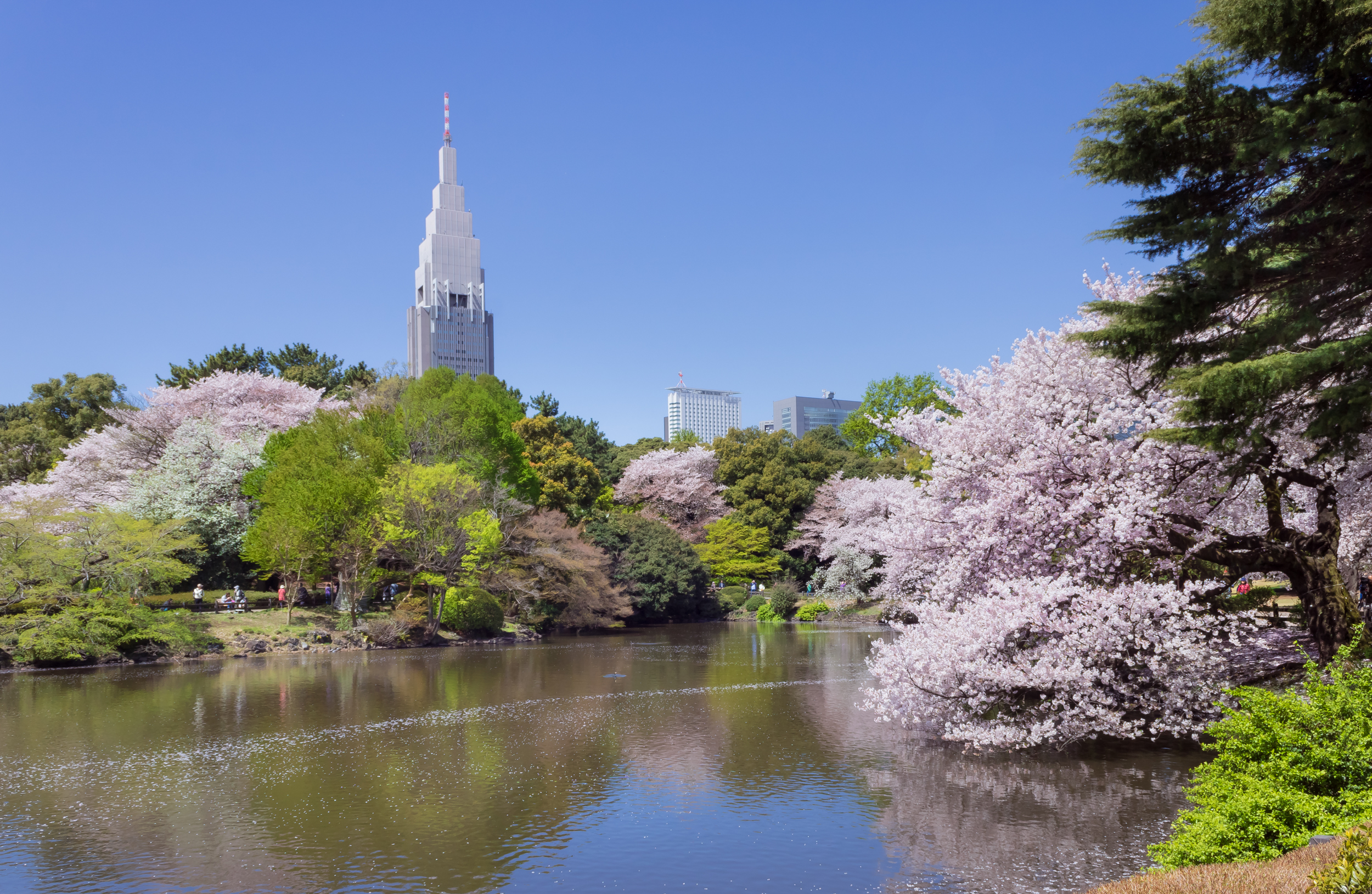
Widok na Shinjuku, gdzie rozgrywa się akcja filmu

Film miał swoją premierę na festiwalu Gold Coast Film Festival w Queenslandzie 28 kwietnia 2013 roku, gdzie zdobył szerokie zainteresowanie odbiorców. W Polsce pokazy filmu miały miejsce podczas 7. edycji festiwalu Animocje.
Film został zaadaptowany później jako manga i powieść. W Polsce manga została wydana przez Studio JG pod tytułem Ogród słów.

## Fabuła
Wraz z początkiem pory deszczowej w Tokio Takao Akizuki, 15-letni uczeń pragnący zostać szewcem, decyduje się wagarować i idzie do ogrodu by tworzyć projekty obuwia. Tam spotyka Yukari Yukino, 27-latkę, która zamiast zjawić się w pracy, pije w parku piwo. Okazuje się, że zawsze podczas deszczu zamiast iść do pracy lub szkoły, oboje przychodzą do tego samego miejsca w ogrodzie. Kobieta jest zafascynowana pasją chłopaka i szybko się z nim zaprzyjaźnia. Wkrótce tworzy się między nimi niezwykła więź.

なるかみの,すこしとよみて,
ふらずとも,
われはとまらむ,
いもしとどめば
Naru ka mi no, sukoshi toyomite,
Furazutomo,
Ware wa tomaramu,
 imoshitodomeba

## Bohaterowie
- Takao Akizuki (jap. 秋月 孝雄 Akizuki Takao)

Seiyū: Miyu Irino, Wataru Sekine 
- Yukari Yukino (jap. 雪野 百香里(雪野 由香里 w mandze) Yukino Yukari)

Seiyū: Kana Hanazawa 
- Matka Takao

Seiyū: Fumi Hirano 
- Brat Takao

Seiyū: Takeshi Maeda 
- Dziewczyna brata

Seiyū: Yuka Terasaki 
- Matsumoto (jap. 松本)

Seiyū: Suguru Inoue 
- Satō (jap. 佐藤)

Seiyū: Megumi Han 
- Aizawa (jap. 相沢)

Seiyū: Mikako Komatsu 
Yukari Yukino oraz Takao Akizuki, dwoje głównych bohaterów filmu, pojawia się w formie cameo w innym filmie produkcji Shinkaia, zatytułowanego Kimi no na wa..

## Produkcja
Film został wyreżyserowany przez Makoto Shinkaia, który był również odpowiedzialny m.in. za storyboard, kompozycje animacyjne i edycję. W wywiadzie dla Japanator  twórca stwierdził, że mnogość jego zajęć wynika z niewielkiego rozmiaru studia, przez co może dopasować wiele elementów filmu, lepiej przedstawiając swoją wizję.  Kenichi Tsuchiya był reżyserem animacji i był odpowiedzialny za projektowanie postaci, podczas gdy Hiroshi Takiguchi był dyrektorem artystycznym.
Produkcja trwała zaledwie sześć miesięcy. Rozpoczęła się po stworzeniu przez Shinkaiego storyboardu, który oparł na podstawie zdjęć zrobionych przez reżysera.

## Manga
Na podstawie filmu powstała adaptacja w formie mangi, która była publikowana w czasopiśmie Afternoon wydawnictwa Kōdansha od czerwcowego do grudniowego numeru 2013 roku. Ilustracje na podstawie scenariusza Shinkaia wykonała Midori Motohashi. Manga została wydana później 22 listopada 2013 roku w pojedynczym tomie.
W Polsce manga została wydana przez Studio JG w pojedynczym tomie 13 lutego 2019 roku.

## Powieść
Makoto Shinkai napisał także nowelizację swojego filmu. Powieść zawiera kilka scen i elementów, które nie pojawiły się w filmie. Kolejne rozdziały ukazywały się od września 2013 roku w czasopiśmie Da Vinci. Skompilowane rozdziały ukazały się 11 kwietnia 2014 roku w pojedynczym tomie, wydanym nakładem wydawnictwa Kadokawa.